# テキサス医療センター
テキサス医療センター（Texas Medical Center）は、アメリカ合衆国テキサス州ヒューストン市内のダウンタウン南西に位置する世界最大の医療研究機関の集積地であり、巨大な医療都市となっている。当該医療センターは、60以上の医療研究機関、総合病院、専門病院、メディカルスクール、コミュニティーカレッジを構え、多くのホテルも隣接する。これらの機関は、医療、診断、予防、医学・生物学研究、教育、地域・国家・国際コミュニティの福祉などに関わるあらゆる側面をカバーしており、10万人以上を雇用し、年間延べ患者数1,000万人を超え、手術数約18万件以上を実施している。国内総生産は250億米ドル (2.7兆円) に上る。
加えて、当該センターは、健康および医療技術のスタートアップ企業育成の目的として、イノベーション研究所（Texas Medical Center Innovatiin Institute）を有し、延べ200社近いスタートアップ企業の参画によって、世界最大規模の医療複合施設における治療、診断、医療機器およびデジタルヘルスの研究開発を遂行している。
当該センター内を路面電車や循環バスが走っており、現在も、多くの医療研究機関やホテル等が建設中である。

## 所属機関
- ベイラー医科大学
- ベイラー医科大学付属セント・ルークス病院
- ベイラー医科大学付属メソディスト病院
- ベイラー医科大学付属テキサス小児科病院
- ベイラー医科大学付属ベンタブ病院
- ベイラー医科大学付属マイケルE.デバキー退役軍人医療センター
- テキサスウーマンズ病院
- テキサス大学メディカルスクール
- テキサス大学付属MDアンダーソンがんセンター
- テキサス大学付属メモリアル・ハーマン病院
- テキサス大学付属メモリアル・ハーマン小児科病院
- テキサス大学付属TIRR メモリアル・ハーマン病院
- テキサス大学ヒューストン医療科学センター
- シュリナーズ小児科病院
- カインドレッド病院ヒューストンメディカルセンター
- ライス大学
- ヒューストン大学
- テキサスウーマンズ大学
- テキサスA&M大学
- ヒューストンコミュニティ大学 　　　　　　等々